# Калинино (Амурская область)
Кали́нино — село в Михайловском районе Амурской области России. Административный центр Калининского сельсовета.

## География
Село Калинино стоит на левом берегу реки Амур, на российско-китайской границе в пограничной зоне. 
Дорога к селу идёт на восток от Поярково (через Красную Орловку, Шадрино, Новочесноково и Куприяново).
Расстояние до райцентра Поярково по автодороге — 65 км, вниз по Амуру — 77 км. От села на север идёт дорога к селу Винниково.

## История
Деревня Никольское основана в 1858 году. В 1923 году было переименовано в Калинино в честь председателя ВЦИК Михаила Ивановича Калинина, посетившего деревню.

## Население
| 2002 | 2010 | 2012 | 2013 | 2014 | 2015 | 2016 |
| ---- | ---- | ---- | ---- | ---- | ---- | ---- |
| 740  | ↘648 | ↗661 | ↘640 | ↘633 | ↘596 | →596 |
| 2017 | 2018 |      |      |      |      |      |
| →596 | ↘580 |      |      |      |      |      |

## Улицы
| - ул. Западная, - ул. Калинина, - ул. Луговая, - пер. Молодёжный, - ул. Набережная, | - ул. Новая, - ул. Полевая, - ул. Садовая, - ул. Шадрина, - ул. Школьная. |

## Известные уроженцы
- Кожевников, Николай Григорьевич (1984—1937) — русский политический деятель.